# Kusudama

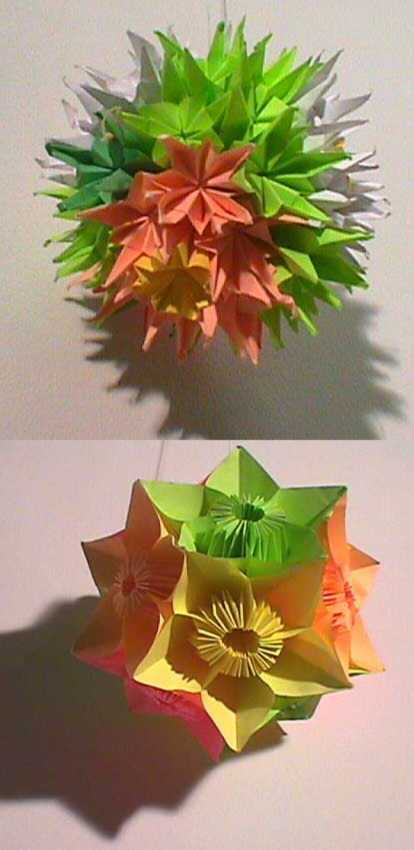
Due variazioni di kusudama

Con il termine giapponese kusudama (薬玉? letteralmente "sfera medicinale") si indica un modello di carta solitamente (ma non sempre) composto cucendo insieme diversi moduli piramidali identici (spesso fiori stilizzati ottenuti partendo da fogli quadrati) in modo da formare una forma sferica.
In alternativa i componenti possono essere incollati tra loro: ad esempio, il kusudama nella parte inferiore della fotografia  è incollato.
Occasionalmente può essere aggiunto un cordoncino decorativo.
Il kusudama ha origini nell'antica cultura giapponese, dove erano utilizzati con incenso e potpourri; probabilmente in origine erano formati con erbe o fiori.
La stessa parola è la combinazione dei termini giapponesi kusuri, Medicina, e tama, Sfera. 
Oggi vengono solitamente usate a scopo ornamentale o come regalo.
Il kusudama riveste una certa importanza nell'origami come precursore delle tecniche di origami modulare. Viene spesso confuso con l'origami modulare ma è piuttosto diverso, poiché nel kusudama i moduli vengono cuciti o incollati e non semplicemente incastrati tra loro.
Viene incluso tra le tecniche dell'origami, sebbene i puristi non vedano di buon occhio l'uso di colla o di fili, mentre altri riconoscono che nel primo origami tradizionale giapponese si faceva largo uso di tagli (vedi sembazuru) e colla, e rispettano il kusudama come un'ingegnosa attività artistica di piegatura della carta.
Maestri origami contemporanei come Tomoko Fuse hanno creato nuovi modelli di kusudama assemblabili interamente senza l'utilizzo di colla, tagli o fili, eccetto che per venire appesi.

## Libri
- Unit Origami: Multidimensional Transformation Tomoko Fuse, Japan Publications April 1990, ISBN 978-0-87040-852-6
- Floral Origami Globes (New Kusudama) Tomoko Fuse, Japan Publications Trading May 18, 2007, ISBN 978-4-88996-213-0
- Kusudama Origami Tomoko Fuse, Japan Publications, Sep 2002, ISBN 978-4-88996-087-7
- Kusudama: Ball Origami Makoto Yamaguchi, Japan Publications, Dec 1990, ISBN 978-0-87040-863-2
- Origami Ornaments: The Ultimate Kusudama Book Lew Rozelle, St. Martin's Griffin, 2000 ISBN 978-0-312-26369-0
- Origami Flower Ball (Origami Hana Kusudama) (in Japanese) Yoshihide Momotani, Ishizue Publishers 1994, ISBN 978-4-900747-02-9
- Marvelous Modular Origami Meenakshi Mukerji, A K Peters 2007, ISBN 978-1-56881-316-5